# Émile de Clausonne
Pour les autres membres de la famille, voir Famille Fornier de Clausonne.
Émile Fornier de Clausonne, dit de Clausonne (1827-1902), est un avocat français.

## Biographie
Fils de Gustave de Clausonne, baron de Lédenon (1797-1873), magistrat, et de sa femme Jeanne Louise Florestine Eveline Girard (1803-1834), Ferdinand Auguste Émile Fornier de Clausonne, baron de Lédenon, naît à Nîmes le 8 janvier 1827.
« Très attaché au protestantisme », il est en 1858 diacre auprès de l'église de Nîmes, où il prend part aux débats doctrinaux et ecclésiastiques. De sensibilité libérale comme son père, il siège au Consistoire de Nîmes à partir de 1868 et jusqu'à sa mort (excepté de 1877 à 1883 où il se tient en retrait après les dissensions évangéliques).
Il est aussi, à partir de 1882, membre de la Délégation libérale au niveau national. Dans ce cadre, à l'occasion de l'assemblée générale des Églises réformées libérales de France, qui se tient en 1895, il est le premier à lancer un appel à tous les « partis » en vue de la reconstitution d'une Église réformée unie ; c'est cet appel qui donne naissance aux conférences fraternelles de Lyon en 1896 et 1899. La réunification n'aboutira cependant pas avant 1938.
En parallèle de ses activités cultuelles, il se voue à « de nombreuses œuvres philanthropiques ». De 1858 à 1877, il est secrétaire puis président de la Société protestante de prévoyance et de secours mutuels. En 1885, il prend la présidence du conseil d'administration de la Caisse d'épargne de Nîmes. Il prend part à la fondation de l'orphelinat Coste. puis préside le comité administratif de l'école Samuel-Vincent, ainsi que le comité local de la Société biblique protestante de Paris. Il collabore aussi à diverses œuvres aconfessionnelles.
Dernier baron du nom, il exerce la profession d'avocat. Marié en 1850 avec Jacquette Louise de Lafarelle-Lebourguil (1831-1925), il a deux fils : Gustave Félix François (1850-1933), dernier baron de Lédenon, haut fonctionnaire dans le corps préfectoral puis conseiller d'État, époux de sa cousine Émilie Eugènie Florestine Élisabeth Silhol (1855-1953), fille d'Alfred Silhol et de Mathilde Fournier de Clausonne, et père de la future Mathilde Seydoux ; et Alfred (1864-1903), ingénieur des mines, spécialiste des transports et des systèmes de tramways.
Il meurt le 9 novembre 1902 à Nîmes.